# لایباخ
لایباخ گروه موسیقی اسلووانیایی پیشرو در ژانر اینداستریال است. این گروه در سال ۱۹۸۰ در تربولیه اسلوونی که در آن زمان عضو یوگسلاوی بود شکل گرفت. لایباخ نامی آلمانی شهر لیوبلیانا (پایتخت اسلوونی) است که در زمان اشغال آن شهر توسط نازی‌ها استفاده می‌شد. گروه موسیقی رامشتاین الهام گرفتن از این گروه موسیقی را تأیید کرده‌اند. در پاسخ به این سؤال که رامشتاین از کارهای آن‌ها دزدی کرده‌اند پاسخ دادند "لایباخ به اصالت اعتقادی ندارد بنابراین آنها چیز زیادی از من نمی‌توانستند بدزدند. آنها به خود اجازه می‌دهند که از کار ما بهره بگیرند که این کاملاً امری مقبول است. ما خوشحال هستیم که آنها موفق شدیم چرا که بار دیگر نشان داده شد که کپی از یک اثر به لحاظ تجاری از اصل آن بسیار موفق تر عمل می‌کند. به نظر ما رامشتیان، لایباخ برای نوجوانان است و لایباخ رامشتیان برای بزرگسالان است."
این گروه موسیقی موضوع مستندهایی از جمله پیش‌بینی‌های آتش به کارگردانی مایکل بنسون بوده‌است. آن‌ها یکی از موسیقی‌های فیلم مرد عنکبوتی را که در سال ۲۰۰۲ ساخته شده‌است اجرا کردند.
گروه لایباخ بارها به خاطر لباس‌های نظامی و زیبایی‌شناسی متعلق به افکار حامی تمامیت خواهی متهم به گرایش‌های افراطی چپ و راست سیاسی شده‌است. آن‌ها همچنین متهم به عضویت در گروههای نوملی گرا شده‌اند. در پاسخ به این اتهامات آن‌ها با جوابی دوپلهو پاسخ داده‌اند "ما همانقدر فاشیست هستیم که هیتلر نقاش بود"
آنها موسیقی‌های باخ، واگنر، و موسیقی‌های دیگری همچون خدا نگهدار ملکه باد را در کارهای خود مورد توجه قرار می‌دهند و برای ایجاد محتوا در موسیقی خود مورد بهره قرار می‌دهند.